# Dana Schoenfield
Dana Schoenfield (Estados Unidos, 13 de agosto de 1953) es una nadadora estadounidense retirada especializada en pruebas de estilo braza, donde consiguió ser subcampeona olímpica en 1972 en los 200 metros.

## Carrera deportiva
En los Juegos Olímpicos de Múnich 1972 ganó la medalla de plata en los 200 metros espalda con un tiempo de 2:42.05 segundos, tras la australiana Beverley Whitfield que batió el récord olímpico con 2:41.05 segundos, y por delante de la soviética Galina Prozumenshchikova.